# 土耳其共产党 (工人之声)
土耳其共产党（土耳其語：Türkiye Komünist Partisi）是土耳其的一个秘密的共产主义政党。该党成立于1978年，分裂自土耳其共产党。该党常被称作土耳其共产党（工人之声），得名于它的机关刊物《工人之声》。该党的意识形态是共产主义、马克思列宁主义。该党的总部位于伦敦。该党自认为它是1920年成立的土耳其共产党的真正继承者。